# Tracii Guns
Tracii Guns (született: Tracy Ulrich; Los Angeles, 1966. január 20. –) amerikai rockzenész. Olyan együttesekben játszott, mint a Guns N’ Roses, Brides of Destruction, L.A. Guns, és Johnny Thunders.
1985-ben alapító tagja volt a Guns N’ Rosesnak, melynek akkori felállása a következő volt:
- Axl Rose – ének
- Izzy Stradlin – gitár
- Tracii Guns – gitár
- Rob Gardner – dob
- Ole Beich – basszusgitár

Tracii 1985 március 26. és április 27. között összesen 5 koncerten lépett fel a Guns N’ Rosesszal, melyet Rob Gardnerrel egyidőben hagyott ott. Helyére Slash került.
2002-ben Nikki Sixx-szel karöltve alapította meg a Brides of Destruction együttest.

## További információ
- Hivatalos oldal
- Tracii Guns a Facebookon
- Tracii Guns az Internet Movie Database-ben (angolul)